# Кабовердцы
Кабовердцы (порт. cabo-verdiano) являются гражданами Кабо-Верде, островного государства в Западной Африке, состоящего из архипелага в центральной части Атлантического океана. Кабо-Верде - это общество метисов, что означает, что население состоит из людей со смешанным африканским и европейским происхождением. Остров был необитаем до прибытия португальцев.

## Этнические группы
Архипелаг Кабо-Верде был необитаем, когда португальцы высадились там в 1456 году. Рабы и арабы из соседней Западной Африки были доставлены на острова для работы на португальских плантациях. В результате многие жители Кабо-Верде имеют смешанную этническую принадлежность. Европейские предки также включают итальянцев и французов. В последний раз Кабо-Верде учитывало расовое происхождение во время переписи 1950 года.
За итальянскими моряками, которым Португальская империя предоставила землю, последовали португальские поселенцы, изгнанники и португальские евреи, ставшие жертвами инквизиции. Многие иностранцы из других частей света обосновались в Кабо-Верде в качестве своей постоянной страны. Большинство из них были голландцами, французами, британцами, испанцами или англичанами, а также арабами и евреями (из Ливана и Марокко).

Генетическое исследование показало, что происхождение населения Кабо-Верде преимущественно европейское по мужской линии и африканское по женской.
 Мулаты (69,6 %) Негры (24,4 %) Европеоидная раса (8 %)

## Диаспора
До обретения независимости в 1975 году тысячи людей эмигрировали из пострадавшего от засухи португальского Кабо-Верде, бывшей заморской провинции Португалии. Поскольку эти люди прибыли по своим португальским паспортам, власти зарегистрировали их как португальских иммигрантов. Сегодня за границей проживает больше жителей Кабо-Верде, чем в самом Кабо-Верде, со значительными эмигрантскими общинами Кабо-Верде в Бразилии и в Соединенных Штатах (102 000 жителей Кабо-Верде родом из США, с основной концентрацией на побережье Новой Англии от Провиденса, Род-Айленд, до Нью-Бедфорда, Массачусетс).
По оценкам Национального института статистики Португалии, в 2008 году в Португалии на законных основаниях проживало 68 145 жителей Кабо-Верде. Это составило «15,7 % от всех иностранных граждан, легально проживающих в стране».

## Языки
Официальным языком Кабо-Верде является португальский. Это язык обучения и правительства.
Креольский язык Кабо-Верде используется в разговорной речи и является родным языком практически всех жителей Кабо-Верде. Креольский язык Кабо-Верде — это диалектный континуум португальского языка, который произошел от креольского языка Гвинеи-Бисау. Существует значительный объем литературы на креольском языке, особенно на креольском языке Сантьягу и креольском языке Сан-Висенти. Креольский язык завоевывает популярность с момента обретения страной независимости от Португалии.

## Религия
Согласно неофициальному опросу, проведенному местными церквями, более 93 % населения Кабо-Верде номинально исповедуют римско-католическую веру. Около 5 % населения — протестанты. Крупнейшей протестантской конфессией является Церковь Назарянина.

Другие религиозные группы включают Церковь адвентистов седьмого дня, Церковь Иисуса Христа Святых последних дней (мормонов), Ассамблеи Бога, Вселенскую Церковь Царства Божьего, Новоапостольскую церковь и различные другие пятидесятнические и евангельские группы. Существуют также небольшие общины бахаи и небольшая мусульманская община. Число атеистов оценивается менее чем в 1 процент населения.
 Католики (78,7 %) Другие христиане (10,4 %) Другие религии или атеисты (10,9 %)

## Культура
Культура Кабо-Верде отражает ее смешанные западноафриканские и португальские корни. Она хорошо известна своими разнообразными формами музыки, такими как Морна, и широким разнообразием танцев: мягкий танец Морна, Фунана, экстремальная чувственность коладейры и танец Батуке. Они отражают разнообразное происхождение жителей Кабо-Верде. Термин «Криоло», или также «Криолу» используется для обозначения жителей, а также культуры Кабо-Верде.